# Javas
Javas (in russo Явас?; in lingua mokša: Яваз) è un insediamento di tipo urbano del distretto Zubovo-Poljanskij nella Repubblica di Mordovia, Russia. Si trova sulle rive dell'omonimo fiume in una zona di foreste di conifere e latifoglie.